# Malik Fitts
Malik Jahmal Fitts (ur. 4 lipca 1997 w Lynwood) – amerykański koszykarz występujący na pozycji sinego skrzydłowego.
13 stycznia 2022 został zwolniony przez Utah Jazz. 23 lutego 2022 zawarł 10-dniową umowę z Boston Celtics. 5 marca 2022 podpisał kolejny, identyczny kontrakt z klubem, a 15 marca umowę do końca sezonu. 24 października 2022 został zawodnikiem Ontario Clippers. 21 października 2023 dołączył do Washingtn Wizards, następnie jeszcze tego samego dnia został zwolniony.

## Osiągnięcia
Stan na 22 listopada 2023, na podstawie, o ile nie zaznaczono inaczej.
NCAA
- Uczestnik turnieju NCAA (2019)
- Mistrz turnieju konferencji West Coast (WCC – 2019)
- Zaliczony do:
  - I składu WCC (2020)
  - II składu WCC (2019)
- Debiutant tygodnia konferencji American Athletic (AAC – 6.02.2017)